# اشچینیتک، گمینا سیسیئنکو
اشچینیتک، گمینا سیسیئنکو (به لاتین: Trzciniec, Gmina Sicienko) یک منطقهٔ مسکونی در لهستان است که در Gmina Sicienko واقع شده‌است.